# Dorstenia solgeidi
Dorstenia solgeidi là một loài thực vật có hoa trong họ Moraceae. Loài này được De Wild. mô tả khoa học đầu tiên năm 1909.